# Ačinski jezik
Ačinski jezik (aceh, atjeh, atjehnese, achinese, achehnese; ISO 639-3: ace), čamski jezik šire malajsko-čamske skupine jezika, koji se govori u provinciji Aceh na Sumatri, Indonezija.
Govore ga pripadnici naroda Ačeh. Postoji nekoliko dijalekata: banda aceh, baruh, bueng, daja, pase, pidie (pedir, timu) i tunong s 3 000 000 govornika (1999 WA); 3,5 milijuna (popis 2000).
Jezik je nekada bio klasificiran ačinsko-čamskoj skupini.

## Nekoliko fraza
- Peu haba? – kako si?
- Haba ge. –  dobro sam.
- Hana get. – nisam dobro.

## Vanjske poveznice
- Omniglot Acehnese (Bahsa Acèh)
- Acehnese Phrases